# Bradford
Bradford è il centro storico, abitato da quasi 300 000 persone, dell'omonima città. Degna di nota la cattedrale di Bradford.

## Geografia fisica

### Posizione
La città si trova circa al centro del West Yorkshire (di cui è parte della contea cerimoniale), nella grande conurbazione di Leeds, a cui Bradford è contigua urbanisticamente. Nella regione dello Yorkshire e Humber è la terza città per popolazione, dopo Leeds e Sheffield, subito seguita da Hull. Si trova a 75 km a est dal centro di Manchester, e 328 a nord da quello di Londra.

### Suddivisione
Bradford si suddivide in 5 distretti:
- (Bradford) North
- (Bradford) South
- (Bradford) West
- Keighley
- Shipley

## Storia
Bradford era, fino al 1840, una cittadina pressoché sconosciuta. Divenuto successivamente un importante centro per l'industria tessile, nell'epoca della rivoluzione industriale, ha enormemente incrementato la propria popolazione ottenendo anche lo status di "city".
L'11 maggio del 1985 lo stadio Valley Parade fu teatro di uno dei peggiori disastri collettivi del calcio britannico, quello che viene ricordato come il disastro di Bradford in cui persero la vita 56 persone e 265 rimasero ferite.

## Infrastrutture e trasporti
La città condivide con Leeds un aeroporto internazionale, il Leeds-Bradford (IATA: LBA); sito a metà strada fra i due centri.
La stazione ferroviaria principale è Bradford Interchange, ma ve ne è un'altra, terminale (Bradford Forster Square), per i trasporti regionali al lato settentrionale.
Il chitarrista Allan Holdsworth, nativo proprio di Bradford, dedicò il brano The 4.15 Bradford Executive (presente nell'album Sand, del 1987) al binario che collega Londra alla sua città.

## Amministrazione

### Gemellaggi
- Skopje, dal 1963
- Roubaix, dal 1969
- Verviers, dal 1970
- Mönchengladbach, dal 1971
- Hamm, dal 1976
- Galway, dal 1987